# 平胡克 (印地安納州第開特縣)
平胡克（英語：Pinhook）是位於美國印地安納州第開特縣的一個非建制地區。該地的面積和人口皆未知。

## 地理
平胡克的座標為39°13′16″N 85°51′03″W / 39.22111°N 85.85083°W，而該地的平均海拔高度為261米（即856英尺）。